# Portalrubio de Guadamejud
Portalrubio de Guadamejud település Spanyolországban, Cuenca tartományban. Portalrubio de Guadamejud Gascueña, Huete, Villalba del Rey és Tinajas községekkel határos. Lakosainak száma 42 fő (2024).

## Népesség
A település népessége az utóbbi években az alábbiak szerint változott:
| Lakosok száma | 89   | 67   | 47   | 44   | 53   | 41   | 28   | 22   | 35   | 42   |
|               | 2001 | 2004 | 2006 | 2009 | 2011 | 2014 | 2016 | 2019 | 2021 | 2024 |